# J. August Richards
Jaime Augusto Richards III, más conocido como J. August Richards (28 de agosto de 1973), es un actor estadounidense. Es famoso por su interpretación del cazador de vampiros Charles Gunn en la serie de la cadena The WB Ángel y por su papel como Mike Peterson/Deathlok en Agents of S.H.I.E.L.D.

## Biografía
Richards tiene ascendencia afropanameña, creció en Bladensburg, Maryland, y se educó en el programa de Artes Visuales e Interpretativas de la escuela secundaria Suitland, en la ciudad de Suitland, Maryland. Luego asistió becado a la Escuela de Arte Dramático de la Universidad del Sur de California (USC School of Dramatic Arts).

## Trayectoria
La carrera actoral de Richards comenzó cuando fue observado por un director de casting. Esto resultó en un papel como invitado en The Cosby Show, interpretando a Roy, el novio de Vanessa en el episodio de la quinta temporada "Out of Brookyln". Luego llegarían otros papeles como invitado en programas como The Practice, Chicago Hope, Any Day Now y Nash Bridges. Llegó a la fama por su trabajo en la obra teatral Space, de Tina Landau, realizada en el Mark Taper Forum, interpretando el rol de Taj Mahal, un rapero que trabaja como mensajero en bicicleta y quien cree que fue abducido por extraterrestres.
Richards ha aparecido en películas tales como Why Do Fools Fall in Love y Good Burger. Trabajó en las películas para televisión Critical Assembly y Mutiny e interpretó al cantante Richard Street en la miniserie de la NBC The Temptations. Además, tuvo apariciones como invitado en las series The West Wing y Los 4400.
Richards obtuvo el rol del cazador de vampiros callejero Charles Gunn en la primera temporada de la serie Ángel. Luego, permaneció como miembro del elenco principal durante las cinco temporadas que duró la serie.
Hasta ahora Richards ha aparecido en cuatro series interpretando a abogados: Comenzando en el primer episodio de la quinta temporada de Ángel, llamado "Conviction", el personaje de Gunn se convierte en abogado luego de que su cerebro sea mejorado para recibir conocimientos legales (humanos y demoníacos) por la firma de abogados internacional e interdimensional Wolfram & Hart; en 2006, se unió al elenco de Conviction, spin-off de la serie de la NBC Law & Order, en el papel de Billy Desmond, un victorioso asistente de fiscal de distrito de la ciudad de Nueva York con aspiraciones políticas; también ha aparecido en la serie de la CBS CSI: Miami como el abogado del estado de Florida Bob Villa; e interpretó al abogado Marcus McGrath en la serie de TNT Raising the Bar hasta la cancelación del programa.
Richards interpretó una versión joven del personaje Richard Webber en dos episodios de la serie Grey's Anatomy: "The Time Warp", perteneciente a la sexta temporada, y "Only Mama Knows", de la decimoprimera temporada. También apareció en un episodio de The Mentalist. Richards interpretó el papel de Damon en un episodio emitido en 1998 de la serie de ciencia ficción Sliders. Además, apareció como invitado en un episodio de la serie del canal SyFy Warehouse 13.
El 5 de abril de 2013 el sitio web de noticias televisivas TVLine dio a conocer que Richards había sido seleccionado para un papel sin especificar en la nueva serie de la ABC, Agents of S.H.I.E.L.D. Luego se reveló que su papel era el de Mike Peterson, más conocido en los cómics de Marvel con el nombre de Deathlok. En total apareció en 11 episodios de la serie entre 2013 y 2015. También en 2013, Richards estrenó su propia serie de ciencia ficción en la web, llamada The Hypnotist.

## Vida personal
En 2020, Richards habló sobre su homosexualidad durante un chat en vivo de Instagram sobre su nueva serie, Council of Dads. El 1 de septiembre de 2023, Richards se casó con su pareja, el modelo Joshua Gbor.

## Filmografía

### Cine
| Año  | Título                         | Rol                 | Notas                    |
| ---- | ------------------------------ | ------------------- | ------------------------ |
| 1995 | OP Center                      | Técnico del FBI     | Película para televisión |
| 1997 | Good Burger                    | Griffen             |                          |
| 1998 | Why Do Fools Fall in Love      | Sherman             |                          |
| 1998 | The Temptations                | Richard Street      | Película para televisión |
| 1999 | Mutiny                         | Reece Johnson       | Película para televisión |
| 2000 | Running Mates                  | Ayudante de Randall | Película para televisión |
| 2003 | Critical Assembly              | Allan Marshall      | Película para televisión |
| 2006 | Paved with Good Intentions     | Travis Balden       |                          |
| 2016 | If Congress Was Your Co-Worker | Steve               | Cortometraje             |

### Televisión
| Año        | Título                        | Rol                                  | Notas                                            |
| ---------- | ----------------------------- | ------------------------------------ | ------------------------------------------------ |
| 1988       | The Cosby Show                | Roy                                  | "Out of Brooklyn"                                |
| 1993       | Family Matters                | Tipo en el centro comercial #2       | "Scenes From a Mall"                             |
| 1995       | Space: Above and Beyond       | Teniente Thomas                      | "The River of Stars"                             |
| 1996       | Diagnosis: Murder             | Troy Sommers                         | "The Pressure to Murder"                         |
| 1997       | JAG                           | Marino Bernard                       | "Rendezvous"                                     |
| 1997       | Good News                     | John Braxton                         | "Try a Little Tenderness"                        |
| 1997       | Players                       | Sam Bodie                            | "Contact Sport"                                  |
| 1998       | Chicago Hope                  | Eric Lane                            | "Bridge Over Troubled Waters"                    |
| 1998       | Clueless                      | Stewey                               | "Friends"                                        |
| 1998       | Sliders                       | Damon                                | "Just Say Yes"                                   |
| 1999       | The Practice                  | Exnovio                              | "Do Unto Others"                                 |
| 1999       | The West Wing                 | Bill                                 | "Post Hoc, Ergo Propter Hoc"                     |
| 1999       | Nash Bridges                  | Ernie Vesper                         | "Rip Off"                                        |
| 2000       | Moesha                        | Sean                                 | "Family Affair"                                  |
| 2000       | Undressed                     | Bryce                                | 3 episodios                                      |
| 2000       | Any Day Now                   | Billy                                | "It's a Good Thing I'm Not Black"                |
| 2000-04    | Ángel                         | Charles Gunn                         | 91 episodios                                     |
| 2004       | CSI: Miami                    | Bob Villa                            | "Hell Night"                                     |
| 2006       | Conviction                    | Fiscal de distrito Billy Desmond     | 13 episodios                                     |
| 2006       | The 4400                      | John Shaffner                        | "The Starzl Mutation"                            |
| 2008-2009  | Raising the Bar               | Marcus McGrath                       | 25 episodios                                     |
| 2010, 2014 | Grey's Anatomy                | Joven Richard Webber                 | 2 episodios: "The Time Warp" y "Only Mama Knows" |
| 2010       | The Defenders                 | Fiscal de distrito Bracken           | 2 episodios                                      |
| 2011       | The Mentalist                 | Dr. Vernon Watson                    | "Bloodstream"                                    |
| 2011       | Warehouse 13                  | Zach Adanto                          | "Past Imperfect"                                 |
| 2013       | Emily Owens, M.D.             | George Morgan                        | "Emily...and the Leap"                           |
| 2013       | Arrow                         | Mr. Blank                            | "Home Invasion"                                  |
| 2013-2015  | Agents of S.H.I.E.L.D.        | Michael Peterson / Deathlok          | 11 episodios                                     |
| 2014       | The Lottery                   | Secretario de Estado Nathan Mitchell | 3 episodios                                      |
| 2014       | Girlfriends' Guide to Divorce | Ford                                 | Personaje recurrente                             |
| 2016       | Notorious                     | Bradley Gregorian                    | Personaje recurrente                             |
| 2020       | Council of Dads               | Dr. Oliver Post                      | Elenco principal                                 |
| 2022       | The Rookie                    | Xavier Lind                          | "The Reckoning"                                  |